# Шевченко Олександр Дмитрович
Олександр Дмитрович Шевченко (1961) — український дипломат. Надзвичайний та Повноважний Посол України.

## Біографія
Народився 20 лютого 1961 року в селі Порошково Перечинського району на Закарпатті.
До 2004 — Начальник Управління МЗС України. Член офіційної делегації України на Третьому спільному засіданні Двосторонньої Українсько-Лівійської Комісії із співробітництва.
З 19.03.2004 по 04.06.2009 — Надзвичайний та Повноважний Посол України в Малайзії.
З 17.05.2005 по 18.07.2009 — Надзвичайний та Повноважний Посол України в Демократичній Республіці Східний Тимор (Тимор-Лешті) за сумісництвом.
З 2009 по 2010 — заступник директора Департаменту контролю над озброєннями та військово-технічного співробітництва Міністерства закордонних справ України.
З 16.07.2010 — 24.11.2015 — Надзвичайний та Повноважний Посол України в Індії.
З 06.06.2011 — 24.11.2015 — Надзвичайний та Повноважний Посол України в Шрі-ланці за сумісництвом.
З 16.06.2011 — 24.11.2015 — Надзвичайний та Повноважний Посол України в Федеративній Демократичній Республіці Непал та Надзвичайний і Повноважний Посол України в Республіці Мальдіви за сумісництвом.
З 11 жовтня 2011 — 24.11.2015 — Надзвичайний та Повноважний Посол України в Республіці Бангладеш за сумісництвом.
Від березня 2020 року до березня 2024 — Генеральний консул України в Торонто.